# Kalingerův mlýn
Kalingerův mlýn (Kučerovský, Podrybnický, Větší, Dolejší, Čtrnáctých) ve Středoklukách je mlýn v okrese Praha-západ, který stojí na samotě na Zákolanském potoce, asi 1,2 km severně od centra obce poblíž dálničního mostu. V jeho blízkosti se nachází Přírodní park Okolí Okoře a Budče a Přírodní park Zákolanský potok. Je chráněn jako nemovitá kulturní památka České republiky; předmětem ochrany je obytné stavení s mlýnicí, hospodářské stavení, ohradní zeď s bránou a pozemky vymezeného areálu.

## Historie
Vodní mlýn je připomínán roku 1415 při koupi Petra Meziříčského. V roce 1547 je zde uváděn náchlebný mlýn Marie Magdaleny Kolovratové. Kolem roku 1700 k mlýnu náleželo „za lesem 18 strychů orné půdy a louka přes 1 vůz sena a něco otavy“
V roce 1713 je uveden jako zakoupený mlýn panský s dvojím složením a stoupami na nestálé vodě. Mlynář neplatil kontribuci a odváděl vrchnosti 80 zlatých a 8 zlatých jako náhradu za vykrmeného vepře; jeho roční příjem byl 150 zlatých, ze kterých odváděl úrok. Podle smluv z roku 1731 a 1743 měl povinnost mlít pro vrchnost zdarma a vrchnost měla povinnost „udržovat splav rybníka a po slovení platit mlynáři 2 zlaté týdně jako náhradu, dokud nebude moci mlíti“.
Ve druhé polovině 18. století mlýn za 1500 zlatých koupil Jan Kalinger, mlynář z Kněževsi. Mlýn měl v té době dvě složení a stoupu a náležela k němu stodola, kolna, maštale a chlévy se třemi kopami záhonů polí. Roku 1752 jej Jan Kalinger znovu vystavěl.
Roku 1800 měl mlýn dvě složení a stoupu, mlynář užíval „33 měr a 3 mázlíky zakoupených rustikálních a 1 míru a 1 3/4 mázlíků emfyteutických polí“; z mlýna ročně odváděl činži.

## Popis
Areál mlýna má nepravidelný protáhlý půdorys. Na jeho jihovýchodní straně stojí ve svahu budova mlýna složená z obytného stavení s mlýnicí. Na ní se v jihozápadním rohu kolmo napojuje nižší křídlo, které původně bylo kovárnou. Na severozápadní straně stojí  hospodářská budova postavená na půdorysu písmene Z, která je novodobě upravena, a na východní straně dvora stojí stodola. Mezi stodolou a západní hospodářskou budovou je přistavěno dlouhé přízemní hospodářské stavení. Celý areál je ohrazen kamennou zdí, kterou prolamuje hlavní vstupní brána mezi stodolou a severovýchodním nárožím mlýna.
Nad vjezdem je nápis J.K.1752 (Jan Kalinger) a ve štítě freska Panny Marie s Ježíškem. Vlevo od fresky bývala postava svaté Ludmily a vpravo svatého Václava.
Voda tekla na vodní kolo náhonem z velkého rybníka o velikosti 132 strychů, který dosahoval až ke karlovarské silnici; ten byl později přeměněn na pastvinu. K roku 1780 je u rybníka uváděna bažina 1 1/2 míry a malá louka a k roku 1895 velikost 79 měr a 5 mázlíků. V roce 1930 ve mlýně pracovala jedna Francisova turbína o průtoku 0,105 m³/s, spádu 5,5 metru a výkonu 5 HP.